# Tino Costa
Alberto Facundo "Tino" Costa, född 9 januari 1985 i Las Flores, är en argentinsk fotbollsspelare. Han spelar i Deportivo Morón i den argentinska andraligan Primera Nacional. Han har tidigare representerat bland andra klubbarna Montpellier, Valencia och Spartak Moskva. Costa spelar som mittfältare och är känd för sin teknik och sitt starka passningsspel.